# Gienrich Jagoda

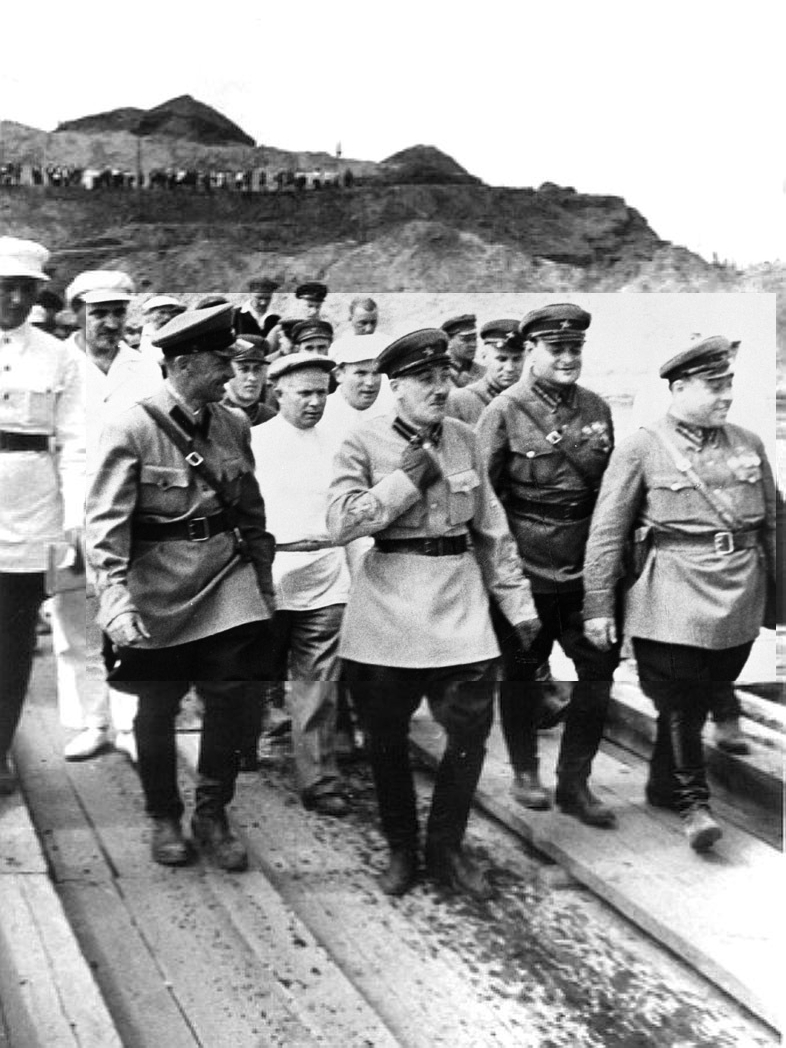
Jagoda (pośrodku) wizytujący budowę kanału Moskwa-Wołga (1935) tuż za nim Nikita Chruszczow

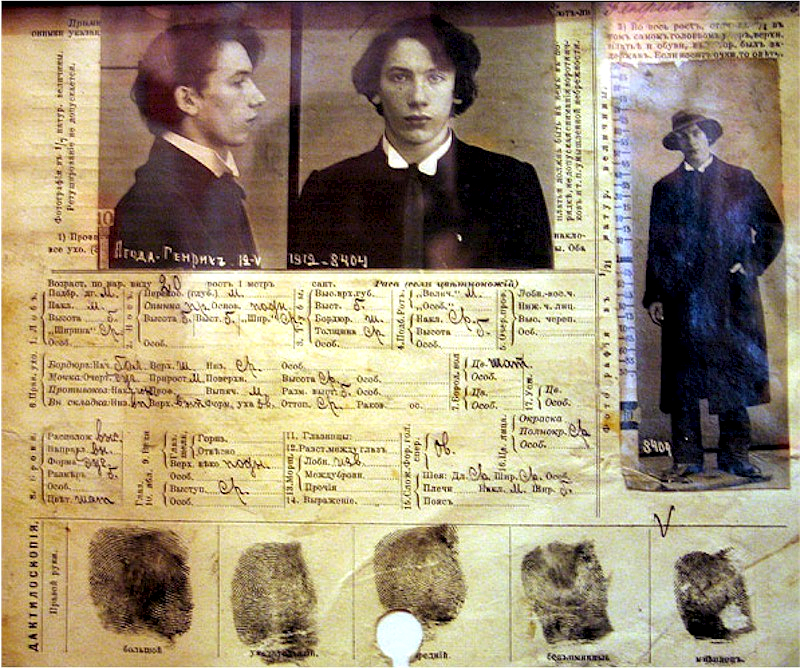
Karta rejestrowa G. Jagody z 1912 r. z Ochrany

Gienrich Grigorjewicz Jagoda, właśc. Jenoch Gierszonowicz Ijegoda (ros. Генрих Григорьевич Ягода; ur. 7 listopada?/19 listopada 1891 w Rybińsku albo Niżnym Nowogrodzie, albo Łodzi, zm. 15 marca 1938 w Moskwie) – funkcjonariusz służb specjalnych ZSRR najwyższego szczebla. Pierwszy zastępca przewodniczącego OGPU (1926–1934), następnie ludowy komisarz spraw wewnętrznych ZSRR (1934–1936) i ludowy komisarz łączności ZSRR (1936–1937).

## Młodość

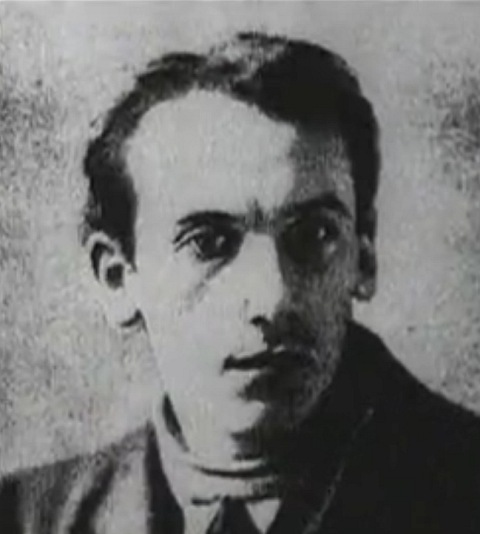
Gienrich Jagoda (1915)

Syn Gierszona Fiszelewicza i Chasji, pochodził z żydowskiej rodziny rzemieślniczej. Był kuzynem Jakowa Swierdłowa. Po ukończeniu szkoły średniej pracował jako farmaceuta albo, według innych źródeł, statystyk. Według oficjalnej wersji w 1907 jako szesnastolatek wstąpił do partii bolszewików, faktycznie od 1917; w 1911–1913 zesłaniec; uczestniczył w obydwu rewolucjach: lutowej i październikowej.

## Rozwój kariery
Karierę w aparacie bezpieczeństwa rozpoczął w 1920, wstępując do Czeka z poręczenia Jakowa Swierdłowa. Stalin zetknął się z nim w Carycynie i poparł dalszą karierę. Według niektórych relacji był szefem kremlowskiego laboratorium toksykologicznego i według niektórych źródeł miał przyczynić się do śmierci Lenina, Maksima Gorkiego i być może Wiaczesława Mienżyńskiego – być może te informacje są jednak echem zeznań, jakie składał podczas procesów pokazowych. Od 1921 członek kolegium (prezydium) Czeka. Od 1924 drugi zastępca przewodniczącego OGPU Feliksa Dzierżyńskiego, a po jego śmierci w 1926 pierwszy zastępca szefa OGPU Wiaczesława Mienżyńskiego. Był głównym architektem i organizatorem systemu łagrowego. Był kierownikiem projektu budowy Biełmorkanału łączącego Morze Białe z Morzem Bałtyckim. Otrzymał za to Order Lenina. Od listopada 1931 do sierpnia 1933 kopało go blisko 300 tys. więźniów łagrów, z czego jedna trzecia zmarła w trakcie budowy.
Po śmierci Mienżyńskiego w 1934 Jagoda przejął kierownictwo nad OGPU. Po reorganizacji aparatu bezpieczeństwa w 1934, przekształceniu OGPU w Główny Zarząd Bezpieczeństwa Państwowego i wcielenia go w lipcu do Ludowego Komisariatu Spraw Wewnętrznych (NKWD), Jagoda stanął na czele NKWD. Z rozkazu Stalina rozpoczął wielką czystkę po zabójstwie Siergieja Kirowa. W 1936 osobiście aresztował Lwa Kamieniewa i Grigorija Zinowjewa, powiązanych kiedyś z Lwem Trockim, następnie doprowadził do pokazowego pierwszego procesu moskiewskiego.

## Odznaczenia
Odznaczony Orderem Lenina (1933), dwukrotnie Orderem Czerwonego Sztandaru (1927, 1930), Orderem Czerwonego Sztandaru Pracy Zakaukaskiej FSRR (1932).
W 1935 r. otrzymał stopień służbowy Generalnego Komisarza Bezpieczeństwa Publicznego (odpowiednik marszałka Związku Radzieckiego) oraz zaprojektował sobie biało-niebieski mundur szamerowany złotem ze złoconym kordzikiem.

## Koniec kariery i śmierć
Od 1933 w narastającym konflikcie ze Stalinem, gdy nie w pełni poparł go w sprawie Riutina. Hamował śledztwo w sprawie Zinowjewa i Kamieniewa i nalegał, aby oddać ich pod sąd Biura Politycznego w pełnym składzie. W efekcie we wrześniu 1936 zwolniony ze stanowiska i mianowany ludowym komisarzem łączności ZSRR.
28 marca 1937 Jagodę podczas plenum KC WKP(b) aresztowano i oskarżono o spisek, szpiegostwo i zdradę. Podsądny w pokazowym trzecim procesie moskiewskim (2–13 marca 1938) przed Kolegium Wojskowym Sądu Najwyższego ZSRR (obok Bucharina, Rykowa i innych). 13 marca 1938 skazany na karę śmierci, degradację, pozbawienie majątku i wszelkich odznaczeń.
Rozstrzelany 15 marca 1938 roku, pochowany anonimowo.
Nierehabilitowany. Po aresztowaniu Jagody została rozstrzelana jego żona, Ida Awerbach, zaś 8-letni syn, Garik (Gienrich), pozbawiony opieki zaginął. Rozstrzelano również siostrę Jagody.
Według wcześniejszej literatury Józef Stalin podobno miał do pewnego stopnia Jagodę w ręku, dysponując zeznaniami byłego wysokiego funkcjonariusza OGPU, Michaiła Trilissera, który dezawuował przeszłość zwierzchnika i potwierdzał jego dawne związki z Ochraną (świadek ów, działający następnie w Kominternie, współwinny represji, został również zabity w 1940).

## Gienrich Jagoda w kulturze
Gienrich Jagoda to jeden z bohaterów sztuki Herbatka u Stalina autorstwa Ronalda Harwooda. W spektaklu Teatru Telewizji z 2001 r. w reżyserii Janusza Morgensterna w postać tę wcielił się Sławomir Orzechowski.